# Christophe Doublat
Christophe Doublat est un homme politique français né le 21 octobre 1768 à Neufchâteau (Vosges) et décédé le 29 novembre 1840 à Épinal (Vosges).
Receveur général du département des Vosges, il est député des Vosges de 1816 à 1823, siégeant au centre et soutenant les gouvernements de la Restauration.